# Das fremde Kind (Gertrud von le Fort)
Das fremde Kind ist eine Erzählung von Gertrud von le Fort, die 1961 im Insel Verlag in Frankfurt am Main erschien.
Die Liebe von Gläschen zu dem SS-Offizier Jeskow ist unglücklich.

## Form
Die Handlung auf Schloss Groß-Ellersdorf setzt um 1900 ein und endet nach dem Zusammenbruch des Dritten Reiches.
Die Ich-Erzählerin Charlotte von Nestritz hat sich gemeinsam mit ihrem Cousin Oberst Jeskow von Nestriz aus der verlorengegangenen nordostdeutschen Heimat ins Süddeutsche zurückgezogen und schreibt Jahre nach dem Ende des Zweiten Weltkrieges über das Leben und Sterben ihrer Freundin Caritas Freiin von Glas – genannt Gläschen.

## Inhalt
Jeskow war Erster Kavalier der Prinzessin Manuela – Edelfräulein aus großherzoglichem Hause. Kurz vor Ausbruch des Ersten Weltkrieges gab der Kavalier auf einem Ball jedoch zum Erstaunen des adligen Ballpublikums Gläschen den Vorzug. Deren Mutter war im Gegensatz zu der begüterten Familie Manuelas verarmt. Vergeblich hatte jenes Ballpublikum auf die Bekanntgabe des offenkundig fälligen Verlöbnisses von Jeskow mit Gläschen gewartet. Dem Mädchen war seinerzeit wenig an einer festeren Bindung gelegen. Wichtiger als der Kuss des Geliebten war ihr nach jenem frühsommerlichen Ball die leichtfüßige Verfolgung eines Kätzchens und seine Rettung vor einem Gewitterguss.
Jeskow zieht in seiner blauen Dragoneruniform in den Krieg und überlebt diesen als einziger Erbe seines Geschlechts. Im Glauben an die Dolchstoßlegende kann er die deutsche Niederlage nimmermehr akzeptieren. Als der elitäre Verlierer unversehrt heimkehrt, wohnt Gläschen in Süddeutschland. Das Mädchen war dort während des Hungerwinters bei Verwandten untergekommen.
Im Zweiten Weltkrieg nimmt Jeskow in der schwarzen Uniform der Waffen-SS am Ostfeldzug teil und folgt Befehlen auch, als Polen und Juden ohne Prozess erschossen werden. Als aber ein kleines Judenmädchen während einer solchen frevelhaften Aktion im Warschauer Ghetto Jeskow flehentlich anblickt, will er nicht mehr gehorchen. Bald nach „dem Zusammenbruch seines Führerglaubens“ wird er bei einem Angriff von den eigenen Leuten in den Rücken geschossen. Für Jeskow ist der Krieg vorbei. Auf Schloss Groß-Ellersdorf ist er auf einen Rollstuhl angewiesen.
Gläschen kehrt mit einem zirka vier Jahre alten Judenmädchen, der kleinen Esther, aus Süddeutschland heim. Gläschen hat Esther als ihr Kind registrieren lassen und somit vor der drohenden Deportation gerettet. Die beiden kommen bei Herrn Klitsch, einem „dicken Nazi“, unter.
Gläschen begegnet Jeskow im Groß-Ellersdorfer Schlosspark an derselben Stelle, an der sie nach dem oben erwähnten Ball als junges Mädchen das durchnässte Kätzchen geborgen hatte. Das mittlerweile gealterte Fräulein kommt in Begleitung Esthers immer noch ziemlich leichtfüßig daher, beugt sich zum Rollstuhl herab und küsst den Geliebten. Jeskow muss beim Anblick des Kindes an das Mädchen im Ghetto denken und wünscht, Esther hasste ihn. Doch die Kleine fühlt sich zu Jeskow hingezogen. Klitsch kennt den SS-Offizier Jeskow von Nestriz aus seiner Warschauer Zeit und weiß auch von dessen letztendlicher Einstellung zur „Lösung des Judenproblems“. Als Klitsch Esther als Jüdin deportieren lassen will, verhindert das Jeskow mit seiner Restautorität als Parteimitglied und ehemals kommandierender SS-Offizier. Gläschen, die eine Jüdin schützt, wird im Schlosspark Groß-Ellersdorf erschossen. Keiner der Ortsansässigen will die Mär vom Selbstmord glauben. Der einst so blasierte Jeskow nimmt Esther zu sich und findet Trost an deren Zuneigung. Zusammen mit der Ich-Erzählerin und Esther weicht er vor der russischen Armee nach Süddeutschland aus.
Esthers Mutter hat den Krieg überlebt und geht mit der Tochter nach Tel-Aviv.
Schloss Groß-Ellersdorf, anno 1945 zerstört, wird mit der Zeit für die beiden in Süddeutschland harrenden Norddeutschen ein schöner Traum.